# Мироненки
Мироненки (пол. Mironienko) — дворянский род.
Потомство (?) Степана Мироненка, сотника Барышевского (сотником этой сотни был Денис Мироненко в конце XVIII в.).

## Описание герба
В красном поле чёрное орлиное крыло, обременённое стрелой влево и сопровождаемое сверху двумя золотыми кавалерскими крестами в ряд.
Щит увенчан дворянскими шлемом и короной. Нашлемник: воин с мечом в правой и копьем в левой руке. Намёт на щите красный, подложенный серебром.